# Fiesta de la Candelaria (Puno)
La Festividad de la Virgen de la Candelaria de Puno es una manifestación cultural y religiosa de Perú que combina tradiciones quechua, aimara y mestiza en honor a la Virgen de la Candelaria, patrona de Puno. Fue declarada Patrimonio Cultural Inmaterial de la Humanidad por la Unesco el 27 de noviembre de 2014.Es la mayor celebración cultural, musical, dancística y religiosa de su tipo en el país. Se lleva a cabo cada febrero e incluye diversas etapas:  ensayos, novenas, albas de fiesta, entrada de cirios, entrada de k'apos, vísperas, celebración de 2 de febrero, octava, veneración y cacharpari.
La parte medular de la festividad es la expresión religiosa, festiva y cultural a través de la danza, la música y otras manifestaciones artísticas, junto con diversas costumbres y expresiones. Está organizada por la Federación Regional de Folklore y Cultura de Puno y convoca a más de 180 conjuntos. Participan cerca de 100 mil danzarines y 10 mil músicos, además  de unas 35 mil personas en roles como directivos, alferados (preste), bordadores y artesanos que confeccionan caretas, botas, zapatos, cascabeles y otros elementos. Los conjuntos incluyen danzas tradicionales de comunidades de Puno y andinas  y las llamadas "danzas con trajes de luces", organizadas en los barrios de Puno.

## Reseña histórica
Al igual que en otras partes de América, el culto a esta advocación se debe al descanso y abastecimiento que los marineros españoles debían hacer en las costas de las Islas Canarias, es en esta zona insular donde la advocación nace, por lo que los españoles, encomendándose a esta advocación, emprendían rumbo a América, erigiendo templos y haciendo imágenes de esta advocación a lo largo del continente.

### El Santuario de la Virgen de la Candelaria
Por cédula de encomienda, otorgada por Francisco Pizarro a favor de Gómez de Mazuela el 1 de agosto de 1535, el pueblo Puñuy se convierte en el repartimiento de Puno. Este pueblo, que se extendía alrededor de lo que hoy es el parque Manuel Pino, se advocó a San Juan Bautista y era parte de la provincia de Paucarcolla.
Por indagaciones de Alejandro Cano, recogidas en la obra de René Calsín Anco, se sabe que el templo del pueblo –hoy Santuario de la Virgen de la Candelaria– se mandó construir por orden del Obispo de Charcas fray Domingo de Santo Tomás en 1591; y se habría terminado de construir en el año 1613. El techo del templo se desplomó en 1881 y se terminó de reparar en 1911.
La Parroquia "San Juan Bautista", registra en el “Libro de bautizos y defunciones de españoles residentes” el primer bautismo; se trata de Francisco de La Torre de Escarcena, el 8 de abril de 1675, hijo de Don Miguel de la Torre y Doña Isabel de Escarcena. El celebrante fue el Padre Silvestre Valdez.
En fecha 7 de febrero de 1988, luego de celebrar el día de la Fiesta de la Presentación de Jesús en el Templo –es decir, el 2 de febrero–, monseñor Jesús Mateo Calderón Barrueto, obispo de la diócesis de Puno, elevó este templo a la categoría de "Santuario de la Santísima Virgen de la Candelaria" de Puno.

### Fundación de la villa de Nuestra Señora de la Concepción y San Carlos
El 9 de setiembre de 1668 el virrey Conde de Lemos, llegado a Puno para sofocar una rebelión en Laykakota dirigida por los hermanos Salcedo, dicta una ordenanza disponiendo el traslado de los pobladores de San Luis de Alba (fundada por dichos hermanos en 1657) hacia una villa que se debía fundar cerca al repartimiento de Puno. A esta villa se le da dos advocaciones: la de Nuestra Señora de la Concepción y la de San Carlos Borromeo. De ahí su nombre, “Villa de Nuestra Señora de la Concepción y San Carlos”.
Lo anterior se puede colegir de una referencia del viaje del virrey a Puno, recogido en el libro Noticias cronológicas de la gran ciudad del Cusco, escrito por Diego Esquivel y Navia en el siglo XVIII, que dice a la letra: «llegó el virrey a Puno […] Después de demolida Laycacota, hizo el conde ciertas ordenanzas para la nueva población, su fecha en 9 de setiembre, las que están en el libro 12 de Provisiones de esta ciudad, a fojas 262. De vuelta de aquel asiento entró el virrey en el Cusco, miércoles 24 de octubre».
Nuestra Señora de la Concepción –o Inmaculada Concepción– fue tomada como patrona de la nueva villa porque el virrey le tenía gran devoción y fe. Y se fijó fecha para la misa de acción de gracias –una especie de perfeccionamiento a la fundación de la villa–, o misa Te Deum, el 4 de noviembre de ese mismo año (1668), fecha en la que se celebra a San Carlos Borromeo, de ahí su segundo patrón o advocación.
En la segunda mitad del siglo XVIII, la villa de Nuestra Señora de la Concepción y San Carlos –villa mayormente de españoles y mestizos– y el pueblo de Puno –llamado pueblo de nativos– se unieron por la expansión urbana. A esta conjunción se la llamó, con los años y consuetudinariamente, villa de Puno o “Puno”. El nuevo pueblo, conformado por la unión de la villa y el repartimiento de Puno, tenía, entonces, tres advocaciones: San Juan Bautista –que ya tenía su templo– y San Carlos y Nuestra Señora de la Concepción; estos dos últimos se entronizaban en el altar de la iglesia de la villa, hoy la Catedral de la ciudad de Puno.

### Primer Patronado de la Virgen de la Candelaria en el Altiplano
El de Toquepani; otra en la estancia de Ynchupalla …; otra, en la estancia de Arcani, distante 9 leguas del pueblo, con la advocación de la Candelaria».

### Progresión de la fe hacia la Virgen de la Candelaria
En la villa y el pueblo –que medio siglo después confluiría en lo que conocemos por Puno–, desde comienzos del siglo XVIII, la imagen de la Virgen de la Candelaria fue entrando en los hogares de los nativos y españoles y ganando fe y devoción paulatinamente. Quizá la razón sea que casi un siglo antes la Virgen ya comenzaba a ganar adeptos en el referido anexo de Huancané. La cercanía de ambos pueblos, como es de esperar, trashumaría las costumbres y también el culto a dicha imagen. Y, aunque de forma no oficial, en el pueblo de Puno –en las viviendas– ya se rendía culto a la Virgen de la Candelaria.
En una escritura de 1 de agosto de 1707, recogida también por René Calsín Anco, por la cual Felipe Valdez concedía una vivienda en alquiler al Marqués de Villa Rica (hijo del acaudalado minero José Salcedo que dirigió la rebelión de Laikakota), se consignaba a «dos tabernas doradas con sus imágenes en bulto en el uno de la de un crucifijo y en el otro de una señora de la Virgen de la candelaria». Y en otro documento del 29 de febrero de 1752, en una memoria testamental de Catalina Gayoso, se registraba: «Declaro por mis vienes una Caja de la Ymagen de Nra Señora de Copacabana y otra de bulto de la Virgen de la Candelaria sin bestuario […]».
De los dos documentos anteriores podemos deducir que la devoción hacia la Virgen de la Candelaria se iba acrecentando y a menudo su imagen era considerada un bien valioso.
Después de unas décadas, cuanto más, la popularidad de la Virgen en Puno crece a tal punto que los lugareños logran que la imagen se refugie en el templo San Juan Bautista –obviamente no en el altar mayor al principio– y comenzaba a ser más importante también para los pobladores españoles.
La Virgen de la Candelaria, antagónicamente a lo sucedido con las advocaciones de San Carlos Borromeo, Nuestra Señora de la Concepción y San Juan Bautista, que fueron adjudicadas por órdenes gubernamentales desde la fundación de cada localidad, se entronizó en la villa de Puno por la propia voluntad de sus habitantes.

### La predilección por la Virgen de la Candelaria
Sin duda, uno de los acontecimientos más resaltantes en la historia de Puno, así como también en la historia de la Virgen de la Candelaria en Puno, y quizá el más significativo para su entronización definitiva como patrona de esta ciudad, es el sitio –o cercamiento– y toma de la villa por el ejército revolucionario continuador de la lucha de Túpac Amaru II. El ejército virreinal, que custodiaba Puno, defendió el territorio lo mejor que pudo aunque no superaban en número a los patriotas.
Luego de varias batallas en tres meses seguidos (marzo, abril y mayo), o tres “cercos”, como se relata a menudo, frente a la inminente toma de Puno, los pobladores decidieron sacar en procesión a la Virgen de la Candelaria para pedir su protección por su desesperada situación. La tradición cuenta que los sitiadores, esa noche de la procesión, abandonaron la ciudad y se replegaron. Los pobladores, sorprendidos, toman este hecho como un milagro de la Virgen de la Candelaria y sin duda crece exponencialmente su fe y devoción.
Es muy probable que desde este acontecimiento la villa de Puno se haya auto-declarado bajo el patronado de la Virgen. Y muy probablemente también, se haya entronizado definitivamente en el altar mayor del Templo San Juan Bautista a la imagen. Convirtiéndose, de facto, en el Santuario de la Virgen de la Candelaria –que, años después, sería declarado como tal–.
Al respecto, René Calsín Anco escribe un interesante y contundente artículo respecto a este suceso, con fechas exactas y minuciosas recopilaciones, del cual nos permitimos transcribir un fragmento:

“En las acciones previas al asedio y toma de Puno por parte de las fuerzas patriotas, obtuvo algunas victorias el ejército realista del corregidor Joaquín Antonio de Orellana cuando se replegaba, luego de su incursión a territorio lampeño. Esos éxitos "se atribuyó á la Reyna Purísima de la Concepción, cuya efigie iba colocada en la principal bandera y en los corazones de los soldados, que devotos y confiados imploraban su auxilio para el vencimiento".

No obstante la predilección por la Virgen de la Inmaculada Concepción de parte de los realistas al comienzo de las acciones del ejército acantonado en la villa de Puno, al final de su participación la devoción se transmutó hacia la Virgen de la Candelaria. A propósito, una conocida tradición puneña, recopilada en numerosas publicaciones, da cuenta de la participación milagrosa de la Virgen de la Candelaria en los años de la revolución tupacamarista, cuando la villa de Puno estuvo cercada por tropas de Diego Cristóbal Túpac Amaru.
Por entonces, en 1781, en Puno resultó asediada en tres ocasiones y, finalmente, tomada por las fuerzas patriotas una vez que fuera desocupada por los realistas. En el primer cerco (10 a 12 de marzo), las tropas patriotas y realistas se enfrentaron principalmente en Azoguini, Huajsapata y Queroni. En el segundo asedio (9 a 12 de abril), ocurrieron contiendas en Chucuito, Azoguini e Ichu. En el tercer cerco (7 a 13 de mayo), acontecieron encuentros en Santa Bárbara (hoy Arco Deustua), Azoguini, Huajsapata, San José, Orkopata, Santa Rosa y en inmediaciones de la villa. Entre los patriotas sobresalieron el teniente general Ramón Ponce y los coroneles Pedro Vargas, Andrés Ingaricona, Nicolás Sancat Pascual Alarapita e Isidro Mamani. Los pobladores del pueblo de San Juan, particularmente los del barrio Mañazo, bajo la dirección del curaca Anselmo Bustinza, tuvieron un papel protagónico en la defensa de la villa de Puno.
Según la tradición, en el cuarto y último ataque del tercer cerco (12 de mayo de 1781), cuando se hacía inminente la toma de Puno por parte de los patriotas, los pobladores puneños asediados organizaron una procesión con la imagen de la Virgen de la Candelaria –promovida posiblemente por sus devotos del pueblo de San Juan y particularmente por los del barrio Mañazo–. Se recorrió desde el templo de San Juan hasta el templo de la villa. La procesión resultó apreciada por los cercadores como el desplazamiento de un ejército de apoyo a las fuerzas realistas del corregidor Joaquín Antonio de Orellana. Ante ese supuesto refuerzo militar, los patriotas dejaron el asedio y se retiraron. La suspensión del cerco y de los ataques patriotas quedó en la memoria de los puneños como un milagro de la Virgen de la Candelaria. (René Calsín Anco).

## Historia de la Festividad de la Virgen de la Candelaria
En el siglo XX, los acontecimientos relevantes de la Festividad de la Virgen de la Candelaria se resumen en:
- La preeminencia de la danza de Llamalluris
- La preponderancia de otras danzas
- La prohibición del vestuario
- Los primeros concursos de danzas
- La participación exitosa en certámenes nacionales de danza
- La presencia barrial
- La iniciativa del Instituto Americano de Arte
- La formación de la Federación Folclórica Departamental de Puno

### La preeminencia de la danza de los Morenos
En la primera mitad del siglo XX, la danza de los Morenos y Sikumorenos gozaba de predilección en la Festividad de la Virgen de la Candelaria, Así, atestiguan las crónicas que siguen: "Tres partidas de morenos y numerosas de indígenas, han recorrido las calles de la población con músicas tristes y alegres bailando al compás de ellas" (Diario El Eco de Puno, 5/2/1912); "no faltaron las comparsas de sicuris y morenos" (Diario El Siglo de Puno, 3/2/1915); "Desde esta mañana siguen recorriendo las calles, las comparsas de morenos, haciendo las visitas de costumbre a domicilios" (Diario El Eco de Puno, 14/2/1916).
En 1923, César Guillermo Ganzo hacía notar que los Morenos se constituía en la danza emblemática de la fiesta patronal y la Pandilla Puneña de los carnavales, al escribir: "Morenos y pandillas, esas dos típicas manifestaciones de la raza que divinizó al Sol, son entre las ruinas colosales de los monumentos, los últimos regazos vivos del espíritu indio" (Diario El Eco de Puno, 23/5/1923).

### La preponderancia de otras danzas

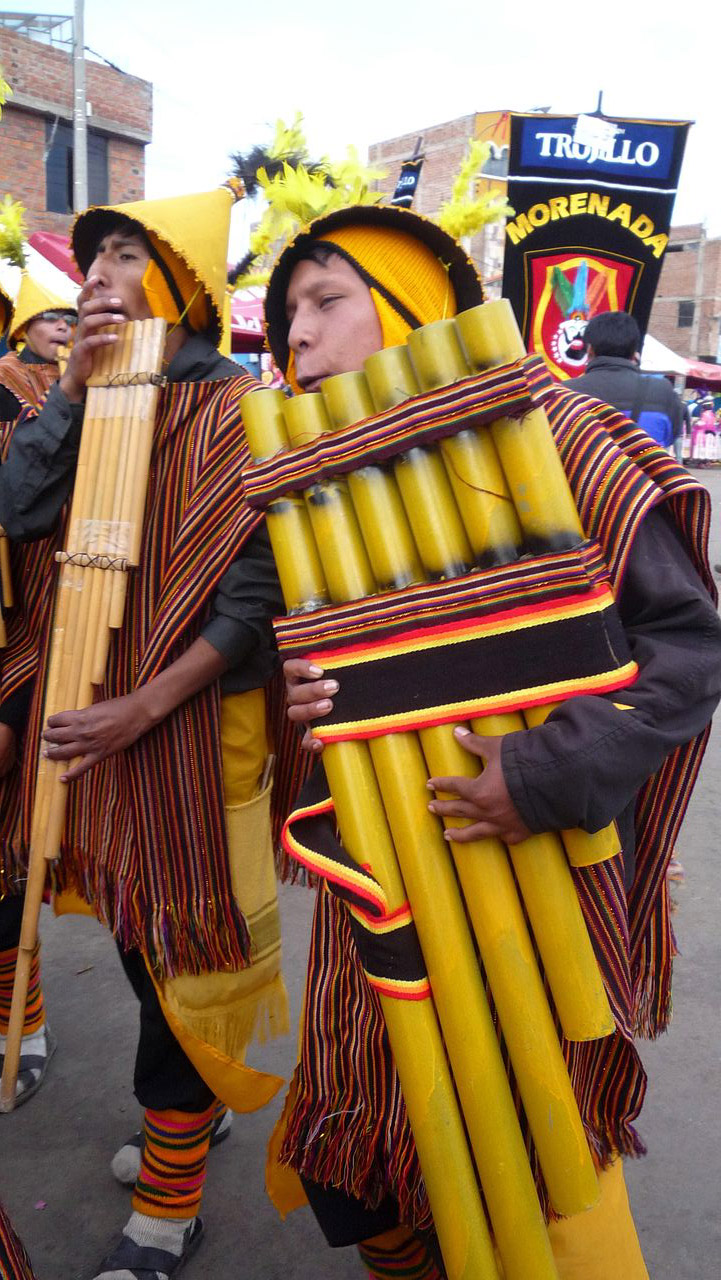
Sicuris de Puno.

Desde la tercera década de la centuria pasada, otras danzas, nacidas en Bolivia, empezaban a ganar espacio; sin embargo los Morenos seguían teniendo preeminencia hasta mediados del siglo. En la fiesta patronal de 1921, danzarines de cinco danzas distintas recorrían las calles puneñas, conforme daba cuenta un diario: "Cinco comparsas de indios disfrazados de toreros, morenos, ángeles, diablos y llameritos, precedían a la procesión ejecutando su música y sus bailes, caprichosos y cargantes pero que agradan" (Diario El Siglo de Puno, 10/2/1921).

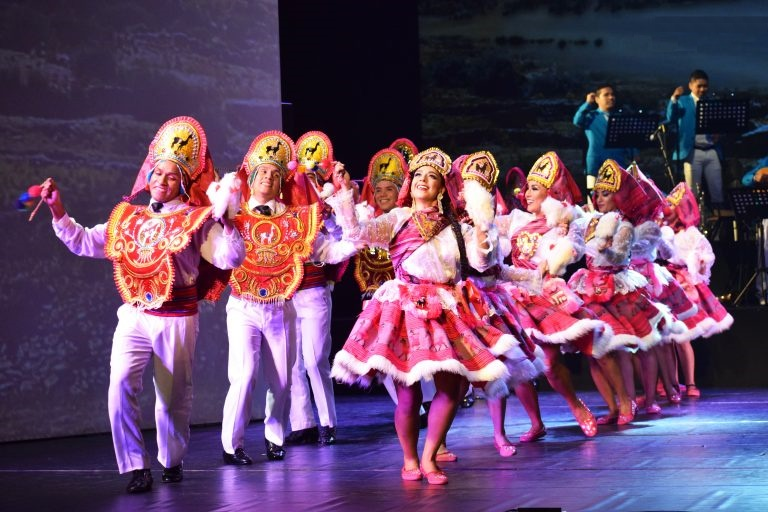
La Llamerada, esta danza representa el trote ligero de las llamas; de ahí que la música tenga un compás armonioso

En la década del cincuenta, la Llamerada disputaba la primacía con los Morenos o Sikumorenos. En la siguiente década, se impuso la Llamerada; así, en 1966, de un total de 22 conjuntos participaban 9 llameradas, 3 sikuris y las otras danzas con menos conjuntos (Diario Los Andes de Puno, 8/2/1966). En esos decenios surgían los conjuntos de morenadas, kullahuadas y diabladas.
En los años de los setenta, paulatinamente, adquiría prestancia la Kullahuada. Así, en 1975, de 25 conjuntos de la categoría "c" ("Traje de luces"), participaban 8 kullahuadas, 6 diabladas, 3 sikuris, 3 morenadas y 3 reymorenos, entre otros. (Diario El Siglo de Puno, 10/2/1975). En esa década, ganaban terreno la Morenada (y sus variantes: Rey Moreno y Rey Caporal y la Diablada.
Desde la década de 1980 a la fecha, disputan la supremacía los conjuntos de sikuris (de uno y varios bombos) con las morenadas (y sus variantes), seguidos de los "carnavales" (pujllay y anata), los caporales y las diabladas. En 1993, participaban 26 sikuris (de uno y varios bombos), 18 morenadas (incluye variantes), 9 carnavales, 7 caporales, 7 Kajelos, 6 diabladas y 5 kullahuadas, entre otros. En el 2004, intervinieron: 38 sikuris (de uno y varios bombos), 21 morenadas (incluye variantes), 19 carnavales, 8 caporales y 7 diabladas, entre otros.

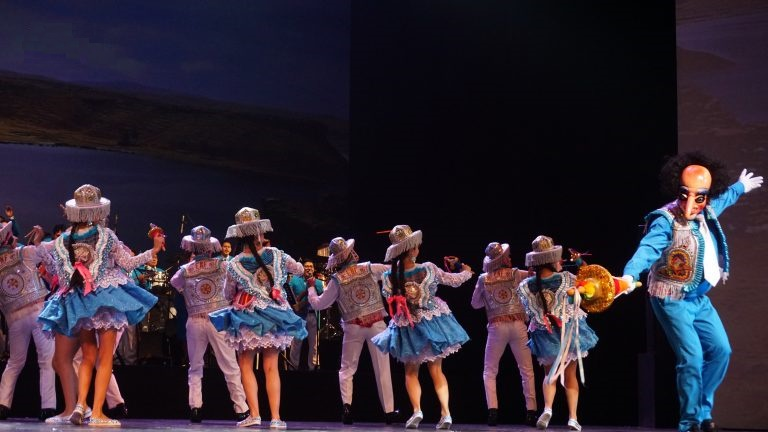
La Kullawada, que representa a los tejederos e hilanderos del altiplano.

### La prohibición del vestuario
Los grupos de danzas, no solo en los años del siglo XIX sufrían de agresiones, sino durante la primera mitad del siglo XX, cuando por orden subprefectural y/o municipal se prohibía el uso de disfraces o se obligaba el pago de una suma por su utilización durante la Festividad de la Virgen de la Candelaria.
Al respecto, el maestro José Antonio Encinas rememoraba: «Todo lo auténtico estaba olvidado. Era de mal gusto interpretar la música aborigen. Las municipalidades prohibieron o pusieron todo género de obstáculos para que el indio no continuara manteniendo sus danzas tradicionales, fuentes inapreciables de historia. La policía castigaba y multaba a las indias que ingresaban a la ciudad usando monteras.» (Encinas, 1932: 86-87). Otro maestro, Julián Palacios Ríos, advertía: «Antes las autoridades prohibían a los indios bailar y tocar colectivamente en las ciudades y solo les permitían previo pago de multas.» (Diario Los Andes de Puno, 1/3/1934).

### Los primeros concursos de danzas

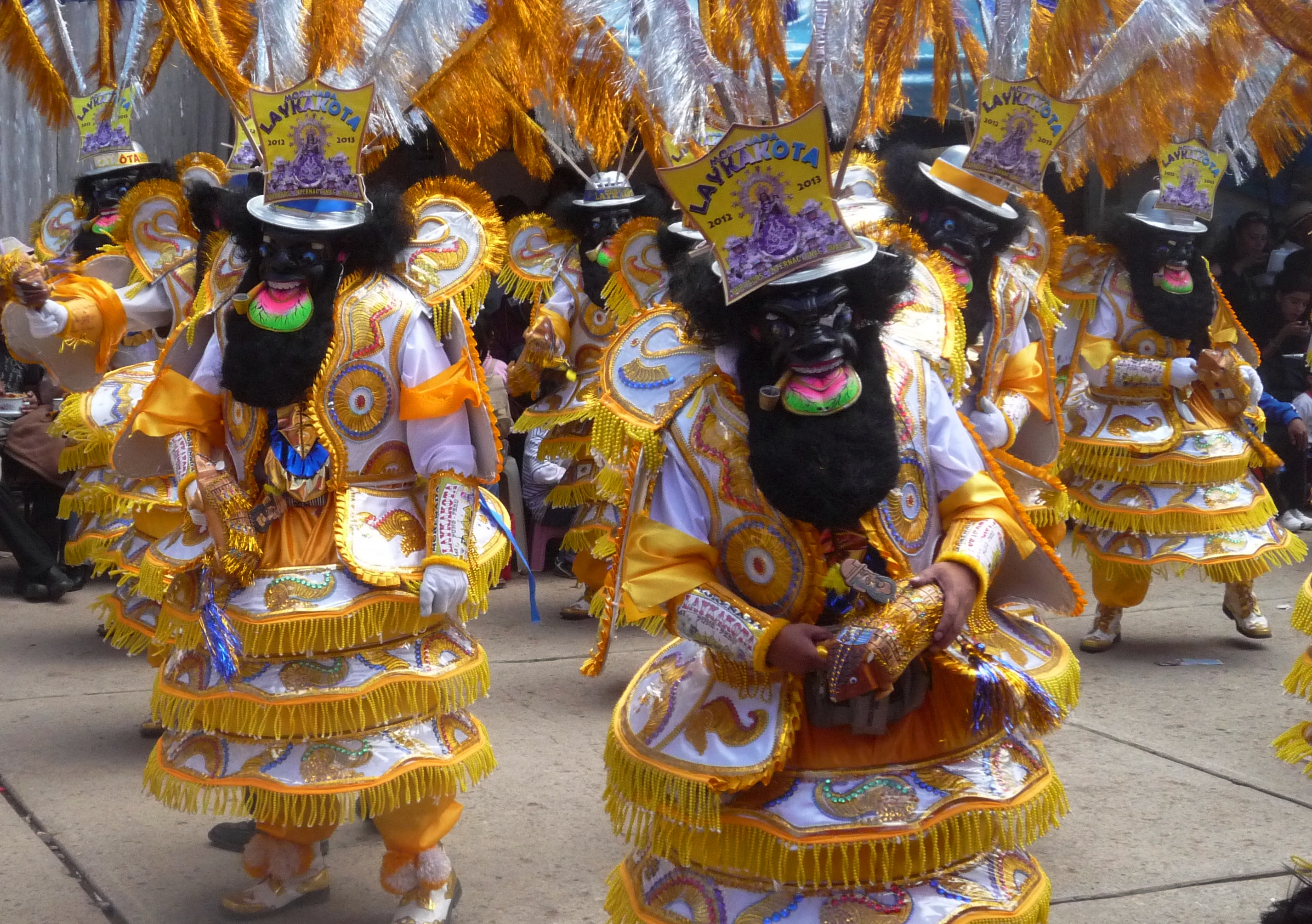
Morenada del Barrio Laykakota 1962.

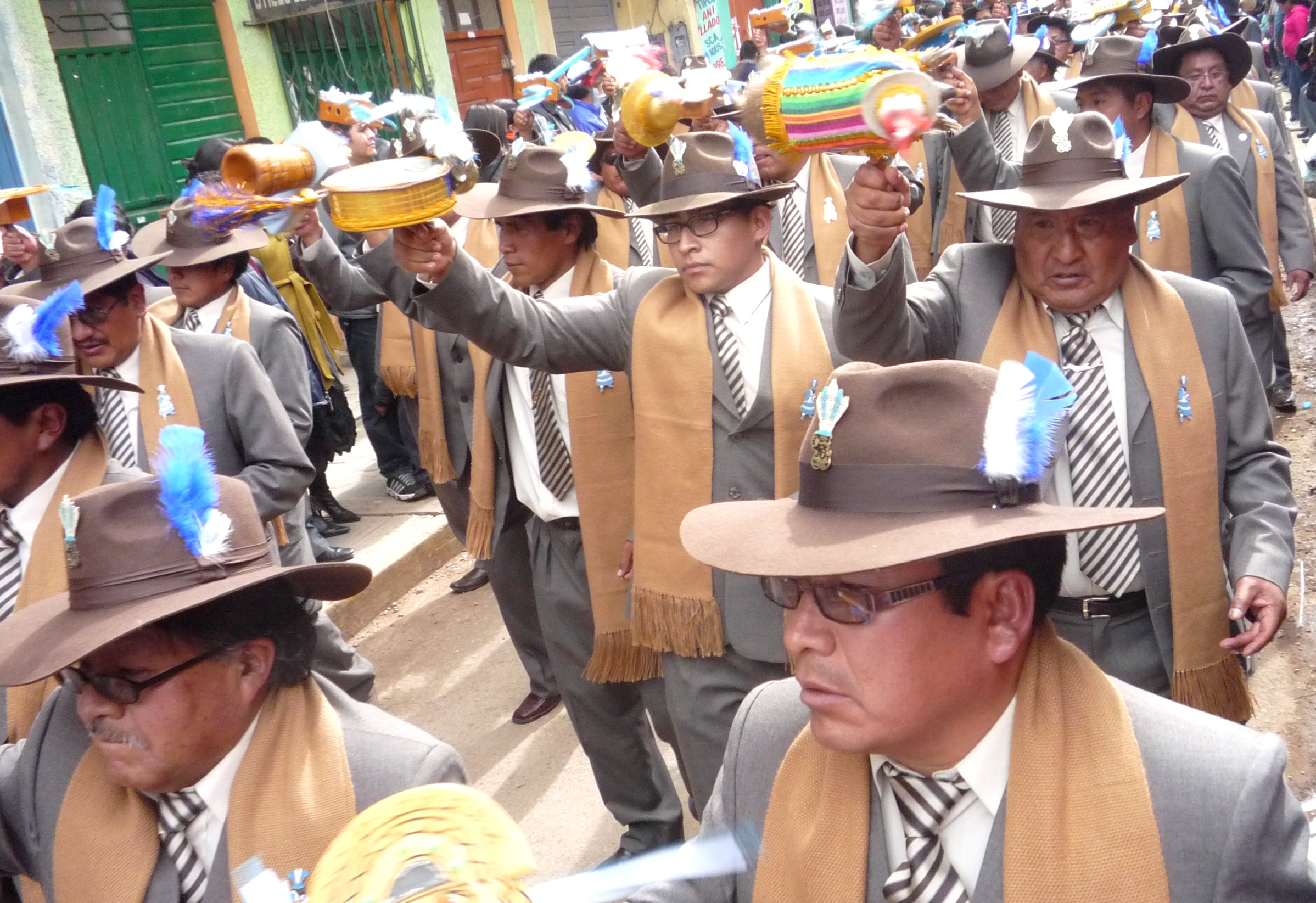
Morenada del Barrio Orkapata 1955.

El primer concurso que se desarrolló en el marco de la Festividad de la Virgen de la Candelaria, es el de sicuris, en 1929, organizado por la Municipalidad Provincial de Puno, con el propósito de que el ganador represente a Puno en el certamen nacional de Amancaes. En tal concurso, que congregó a conjuntos de sikuris de varios distritos resultaron premiados: Sicuris de Ilave, Sicuris de Chucuito, Phusires de Orkapata, Sicuris Obreros y Sicuris de Huaraya (Diario El Eco de Puno, 21/2/1929).
En febrero de 1934, se realizó exitosamente un concurso de danzas a nivel departamental, organizado por el artista y escritor Darío Eguren de Larrea, para que los ganadores se presenten en el Cusco, en el certamen promovido por el cuatricentenario de su fundación española. Participaron: Una banda de músicos de Ccota (Chucuito), Sicuris de Ilave, Zampoñas de Juli, Incas de Acora, WakaWaka de Chimu, Ayarachis de Paratía, Baile de los Uros, Llameros de Puno, Tucumanos de Azángaro, Chunchos de Ayapata, Negritos de Chucuito, Los Chirihuanos de Yunguyo, Chunchos de Amantaní, Wifalas de Asillo, Chacareros "Cahuiris" de Titilaca, Auquipulis de Chucuito, Zampoñas de Mañazo y Orkapata, entre otros. (EEP' 19, 20 21/2/1934). Cabe registrar a otros dos concursos de danzas, a pesar de no realizarse en el marco de la fiesta patronal, a los de 1936 y 1947.

### La participación exitosa en certámenes nacionales de danza
De los concursos nacionales de danza, en las que Puno se alzó con una contundente victoria, cuentan la de 1935, en Lima, y la de 1966, en Huancayo. En la capital de la república, con ocasión del cuatricentenario de la fundación española de la ciudad de Lima, participaron el Conjunto Masías (acompañado de la Estudiantina Duncker) y el Conjunto Orkapata (con la Estudiantina Lira Puno), quienes se ubicaron en el primer y segundo lugar, respectivamente.
En el Primer Festival Nacional de Bailes y Danzas Folklóricas desarrollado en Huancayo, intervinieron: La Morenada, La Diablada, Llamerada y Carnaval de Huañuscuro Acora.

### La presencia barrial
En 1954, cuando la Gobernación de Puno organizó un concurso de danzas por la Festividad de la Virgen de la Candelaria, participaron 14 conjuntos, de los cuales solo uno era del medio urbano, nos referimos a Sicuris Mañazo. Al año siguiente, en la octava de la fiesta patronal, intervenían 5 conjuntos urbanos: Sicuris Mañazo, Collawas o Kullahuada del Barrio Laykakota, Llameros o Llamerada del Barrio Azoguini, Llamerada de Laykakota y Sicuris Obreros del Arco.
En 1956, en el primer concurso patrocinado por el Instituto Americano de Arte, se incrementaba la Llamerada de Santa Rosa y Sicuris Mañazo. De manera, que el año de 1955, marca el inicio de la presencia barrial en la Festividad de la Virgen de la Candelaria.
Con el comienzo de la presencia barrial, se dio el inicio de la recreación de danzas. El siku y el pinquillo daban paso a los instrumentos de bronce. El cambio ocurrido no solo fue en música, sino en vestuario y coreografía. Los Llameros se convertían en Llamerada, los Morenos en Morenada; después, las Kullawas en Kullawada y los Diablos en Diablada, estos cambios ocurrieron por la influencia del habitante urbanos mestizos en varias latitudes de Latinoamérica.

## La fiesta

### Preparativos

#### Ensayos

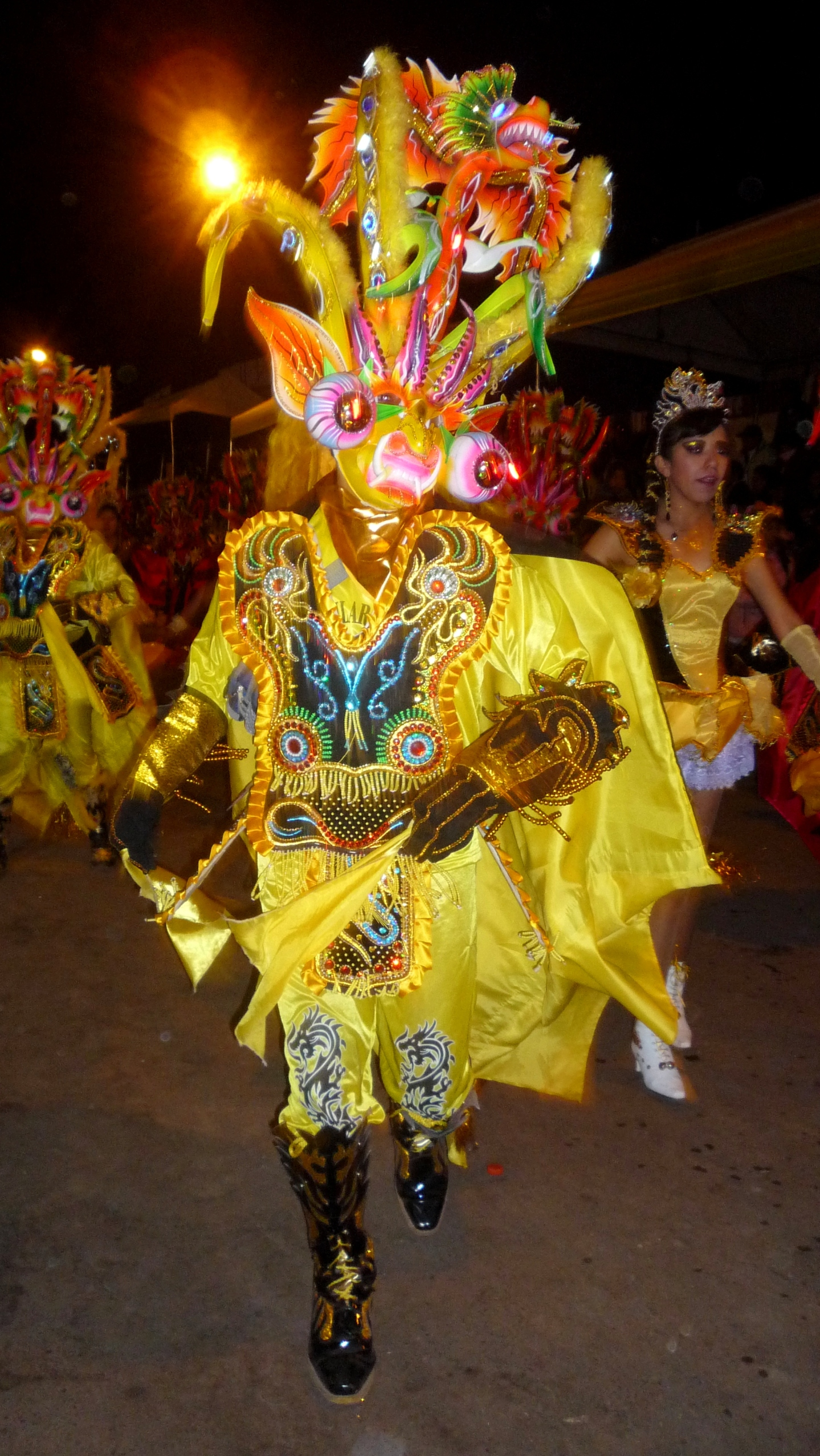
Personaje de la Diablada

En las comunidades ribereñas al Lago Titicaca y en las parcialidades agrícolas y pecuarias, al ritmo de pinquillos, chaqallos, lawak’umus, sicus, bombos y zampoñas, se alistan los pobladores para participar en el "Gran Concurso de Danzas Autóctonas" que se realiza el día 2 de febrero de cada año, en el Estadio "Enrique Torres Belón" de la ciudad de Puno.
Un día antes de las albas de la "Octava", los conjuntos se alistan a recibir a la totalidad de las bandas de músicos que los acompañarán en la festividad, dándoles la bienvenida con mixtura, serpentinas, cohetes y bombardas, acompañados de ponches y licores; a tal acto se le conoce como recepción, para posteriormente participar en el pasacalle: un ensayo por las principales calles de la ciudad.

#### Las novenas
Las novenas se realizan ocho días antes de la fiesta en honor a la Virgen de la Candelaria, se inician cada 24 de enero y culminan el 31 del mismo mes; éstas se llevan a cabo en el santuario de la Virgen, donde los feligreses acuden al templo para agradecer a la Virgen por las bondades recibidas.
Asimismo, participan de estas ceremonias litúrgicas los representantes de todas las instituciones públicas y privadas, a los que se suman el público en general, quienes acuden al santuario para recibir la bendición de la Virgen María. Las ceremonias que se realizan en tres horarios, ocho de la mañana, doce del mediodía y siete de la noche.

### Primero de febrero

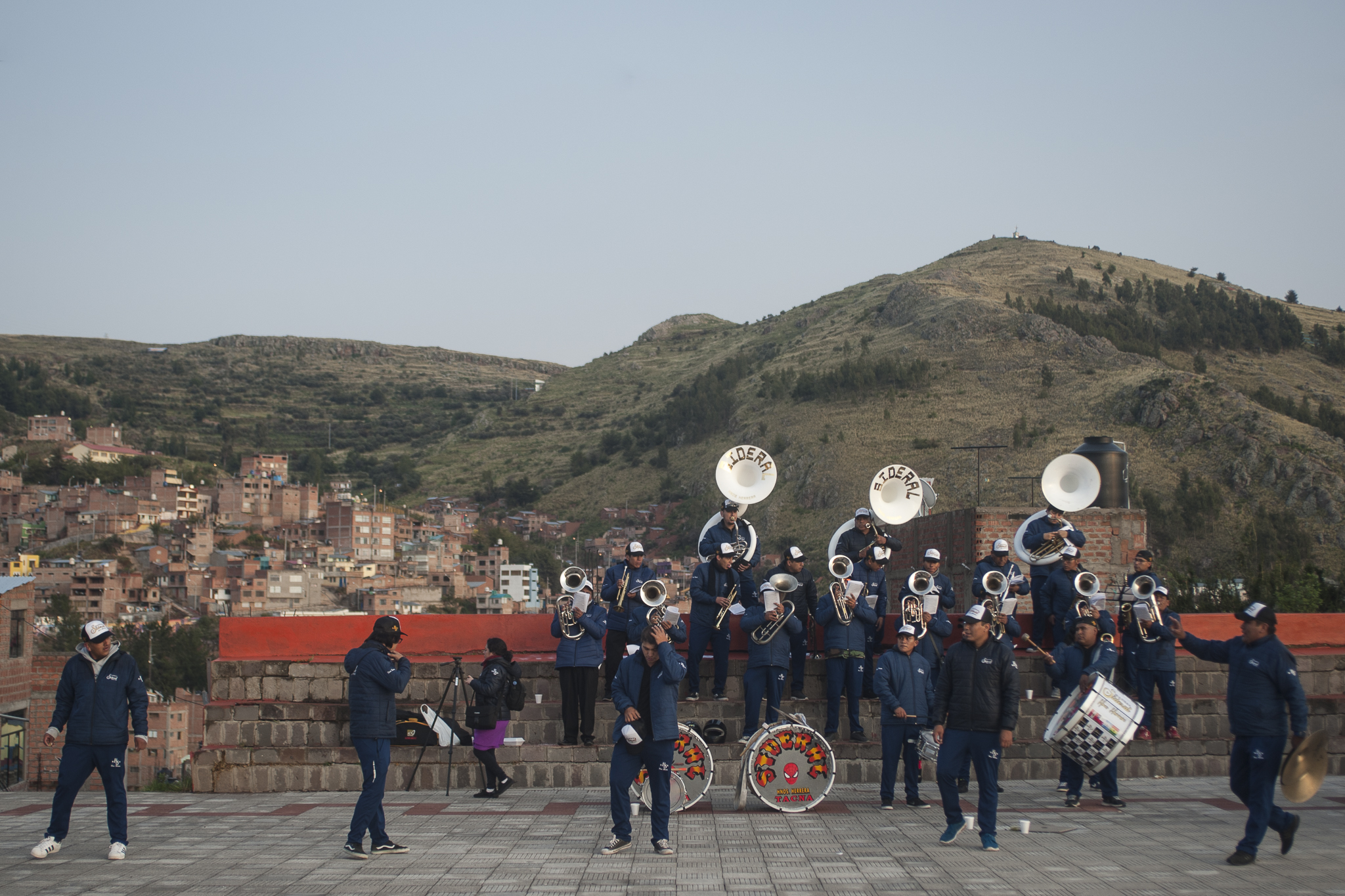
Musicos preparándose para el Alba de la Virgen

- Musicos preparándose para el Alba de la VirgenAlbas de fiesta. A partir de las dos de la madrugada, se realiza el estallido de bombardas y camaretazos que se oyen desde las inmediaciones del cerro huatzapata porque son los alferados del día jubilar,

quienes saludan desde muy temprano a la Virgen de la Candelaria. Desde lo alto del cerro, las melodías de las bandas de músicos acompañan a los invitados, a quienes agasajan con ponches calientes y licores. Posteriormente, al salir el sol inician la caminata hacia el santuario, para celebrar la Misa de Albas a las seis de la mañana. Terminada la eucaristía, los alferados invitan a los presentes a su domicilio para saborear platos regionales.
- Entrada de cirios. Por la tarde, los alferados desde su domicilio y acompañados de autoridades e invitados se trasladan nuevamente al santuario de la Virgen portando cirios. Los alferados necesariamente deben ser esposos, donde el esposo lleva el guion y la esposa lleva al niño en sus brazos, los cirios más grandes y adornados son para las autoridades y los pequeños para los acompañantes. Van acompañados de la banda de músicos.
- Entrada de k'apos. También en la tarde, los alferados de los conjuntos ribereños al Lago Titicaca o comunidades, realizan un pasacalle por las calles de la ciudad, cargando en llamas y burros la leña que posteriormente será quemada en el Atrio del santuario de la Virgen, quienes, al compás de bombos y tambores pasean por las calles, siempre acompañados de tarqas y pinquillos.

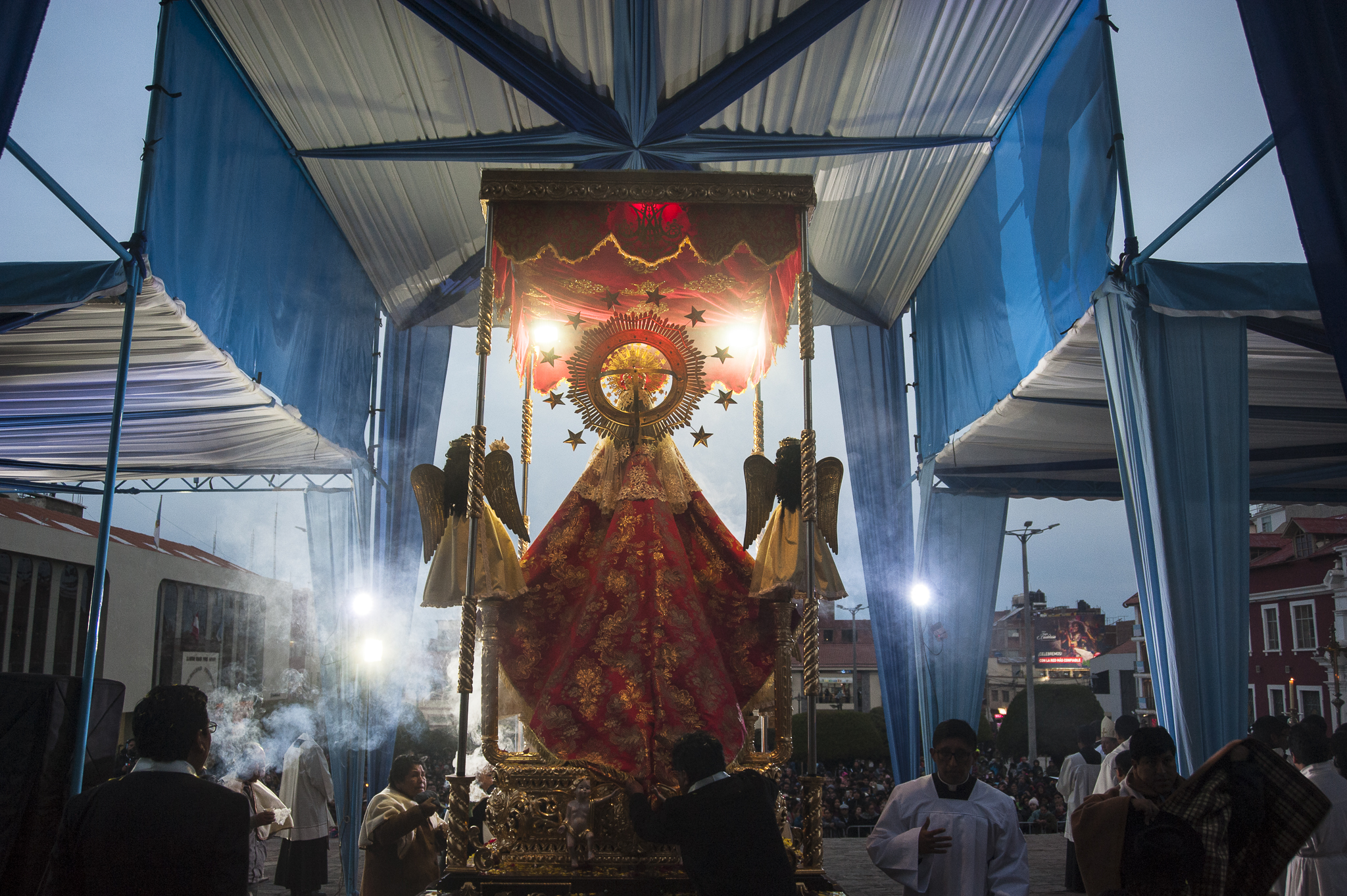
Manto de la Virgen

- Manto de la Virgen Misa de Vísperas. Se realiza una misa en el santuario de la Virgen, luego de esa celebración, en el atrio del templo se queman fuegos artificiales, las bandas de músicos invitan a la celebración, allí se sirven ponches a los invitados y amigos, toda esta labor está a cargo de los alferados de la fiesta. Es así que se vive esta fiesta más grande de Puno.

### Dos de febrero. Día de fiesta
Es el día central de la Fiesta. Al amanecer los conjuntos visitan los cementerios para saludar a los integrantes fallecidos.
Se realiza una misa comunitaria a las diez de la mañana; la Misa de Fiesta está a cargo del Párroco del Santuario, allí los devotos rinden homenaje a la Virgen Morena.
Posteriormente se realiza la procesión por las calles de la ciudad, terminada esta se efectúa el cambio de alferados. Los feligreses acompañan a la imagen de la Virgen de la Candelaria en su recorrido, portando velas, y acompañados de una banda de músicos.

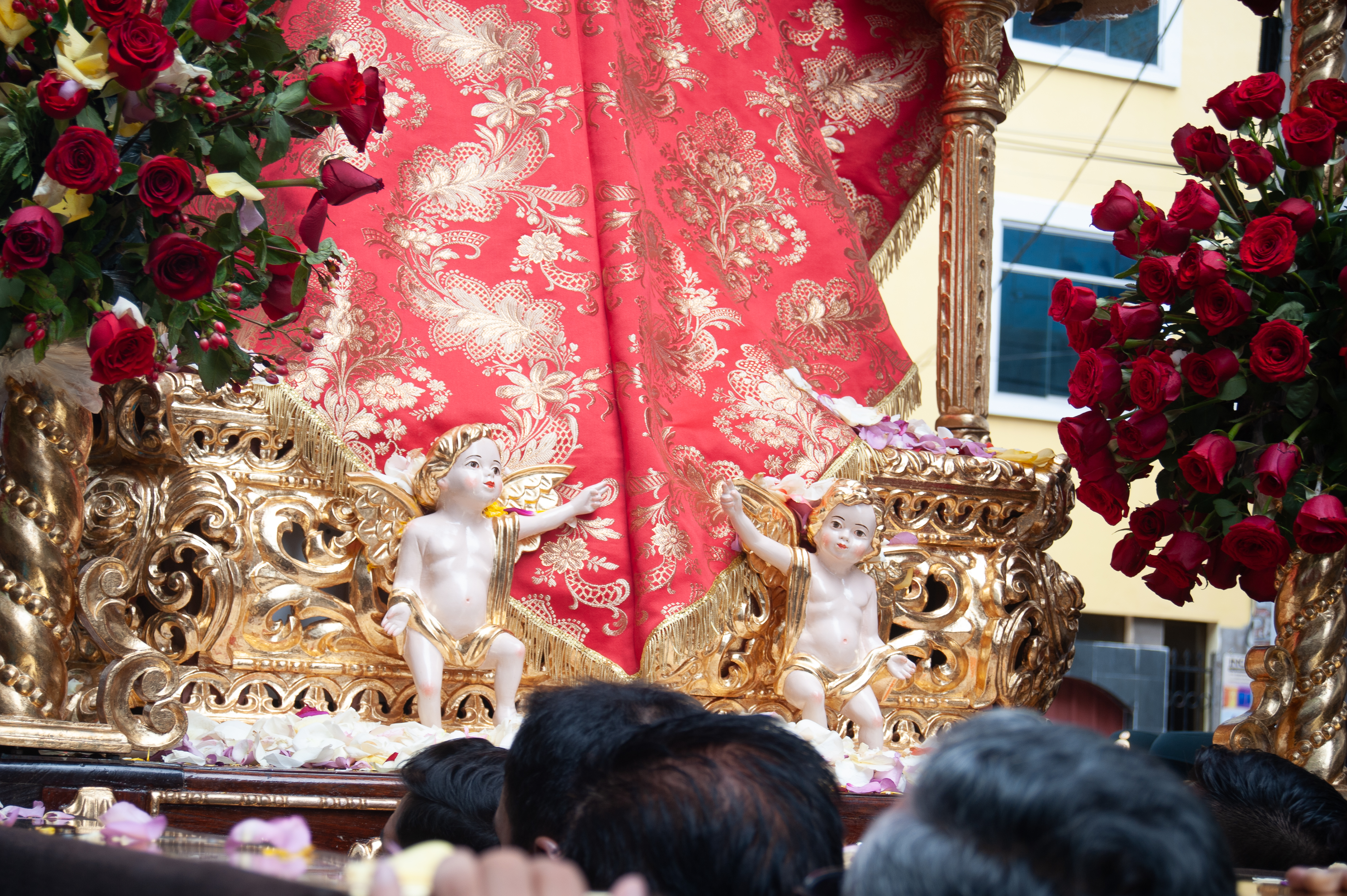
Ángeles del anda de la Virgen de la Candelaria

Paralelamente a ello, el Estadio Enrique Torres Belón de la ciudad de Puno, es escenario del Gran Concurso de Danzas Autóctonas, donde participan cerca de 100 conjuntos provenientes de los diversos pueblos y comunidades de la Región Puno, quienes danzan ya sea sus carnavales tradicionales y otras danzas de tipo costumbrista. Dicho concurso atrae a muchos turistas de diversas partes del mundo, quienes se quedan maravillados al ver la enorme riqueza autóctona que posee Puno. Siendo las wifalas, los chacareros y carnavales los que arrancan los aplausos en todo el público que durante esa mañana se dan cita en el Coloso de Piedra.
Cuando culmina su participación en el Torres Belón, los conjuntos van saliendo rumbo al Santuario de la Virgen para saludar a la Mamita Candelaria.
Si el día de la Virgen no cae en domingo, entonces la fiesta se traslada al día domingo anterior al día central de la festividad.

### La Octava
La octava de la festividad de la Virgen de la Candelaria se inicia siete días después del día central. Se realiza igualmente una misa de Albas, entrada de cirios y misa de vísperas, posteriormente se queman castillos, fuegos artificiales, y las bandas de los diferentes conjuntos así como las diferentes agrupaciones de sicuris participan de esta actividad.
La octava propiamente dicha se realiza siempre un domingo, cuyo acto principal es la Santa Misa, acto litúrgico de reflexión cristiana. La procesión, se inicia a las dos de la tarde recorriendo las calles de la ciudad, estas actividades están a cargo de los alferados de la octava, acompañados por los devotos e integrantes de los conjuntos.
Paralelamente  a este acto los conjuntos participantes del Concurso Danzas Autóctonas y en la semana entrante se da el Concurso de Trajes de Luces haciendo su participación en el Estadio Enrique Torres Belón o el Estadio de la Universidad Nacional del Altiplano de Puno (UNA PUNO), donde se desborda el colorido de los trajes y las espectaculares máscaras; todos los conjuntos muestran coreografías alusivas a la Virgen de la Candelaria, algunos de ellos forman figuras de candelabros, floreros, estrellas o siglas alusivas. Allí también se aprecia a las bandas, que generalmente son más de cien músicos en cada conjunto, y en algunos casos son tres y hasta cuatro bandas.
Para el 2024 se hará en el Estadio Monumental de la UNA PUNO, donde se presentaran las danzas originarias

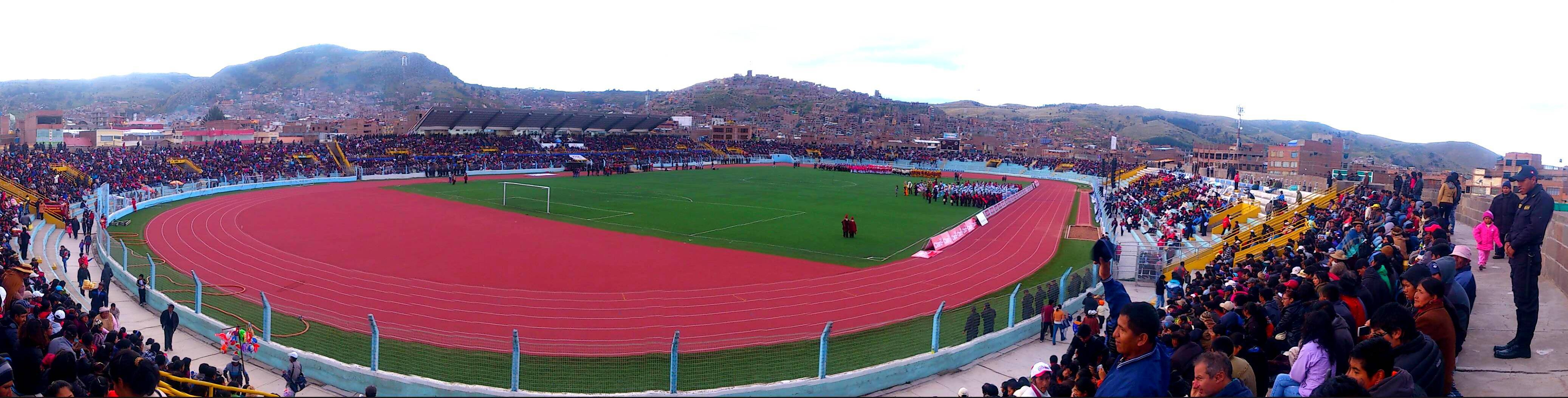
Concurso en el Estadio Enrique Torres Belon de Puno.

### Gran Parada Folklórica de Veneración a la Virgen de la Candelaria

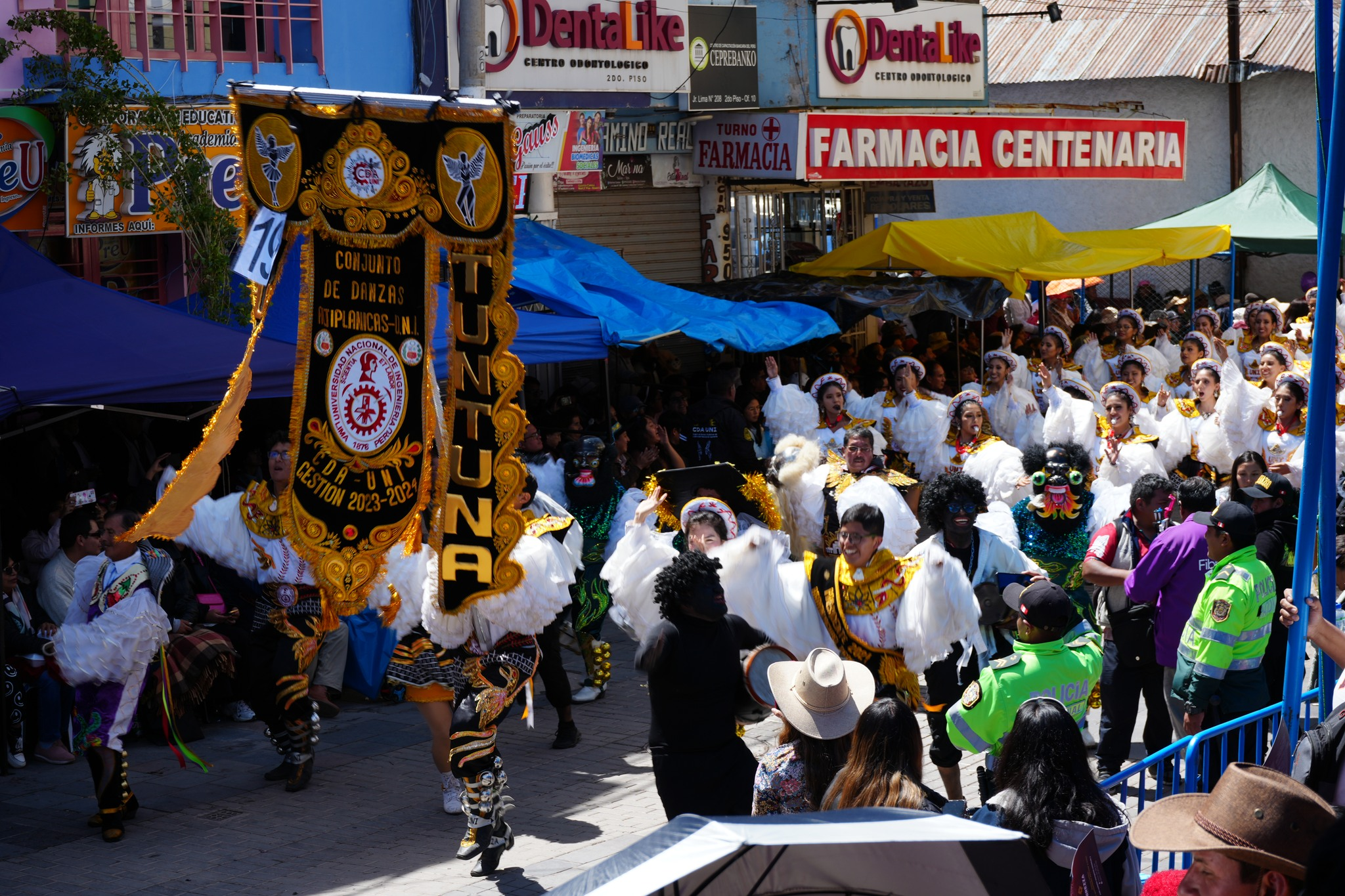
Tuntuna UNI - CDA UNI en la Parada de Veneración - Virgen de la Candelaria 2024

Los espectadores aseguran sus lugares para presenciar la Gran Parada desde el día previo.
El día lunes, directivos de la Federación Regional de Folklore y Cultura de Puno, autoridades eclesiásticas, civiles, militares y políticas se congregan en el atrio del Santuario.
Por las calles de Puno pasan los conjuntos que danzan al compás de las bandas: las Diabladas, Rey Moreno, Reyes caporales, Morenada, Caporales, Waca Wacas, Sicuris, Kullahuadas, Kallahuayas, Llameradas, Tinkus, , pero también se distinguen Ayarachis, Sikumorenos, Zampoñadas, Carnavales, Kajelos, Wifalas, Chacareros, Chacalladas, Tuntuna, tundique, entre otras danzas.
El recorrido de los conjuntos se inicia en la esquina de la avenida El Sol con el jirón Lampa, avanzando hacia el atrio del santuario, al llegar al santuario, saludan a la Imagen Morena y reciben su bendición, que también está presente en ese momento, donde los bailarines piden sus deseos y agradecen por los ya recibidos, luego continúan su recorrido pasando por la Plaza de Armas hasta llegar al jirón Branden (Laykakota) donde finaliza el recorrido.

### Cacharpari
Se realiza al día siguiente de la veneración y consiste en realizar una misa de despedida en el Santuario de la Virgen de la Candelaria, y luego concurrir al local institucional. Allí se danza y se adquiere compromisos para el próximo año. En la tarde salen danzando por las calles hacia el Arco Deustua, para luego retornar al local institucional donde finaliza la fiesta.
Como son numerosos los conjuntos, el Cacharpari se prolonga por 8 a 10 días, y a veces coincide con el domingo de carnaval, continuando la fiesta por 20 días más.

## Distinciones
El 2 de septiembre de 2003 el Instituto Nacional de Cultura del Perú, proclamó a la festividad de la Virgen de la Candelaria como Patrimonio cultural del Perú.
En 2012 se formula el expediente para la declaratoria de Patrimonio Cultural Inmaterial de la Humanidad.
En febrero de 2013 se entrega los expedientes a la Secretaría de Patrimonio Inmaterial de la Unesco. La evaluación se inició el 1 de abril de 2013 hasta noviembre de 2014.
El 1 de noviembre de 2014, La Unesco aprueba por unanimidad el expediente de postulación de la fiesta de Puno.
El 6 de noviembre de 2014, la cancillería de Bolivia emitió un comunicado rechazando la candidatura de la fiesta.
El 12 de noviembre de 2014, El embajador de Bolivia en la Unesco, Sergio Cáceres, admite que Bolivia no será afectada si la Festividad de la Virgen de la Candelaria es Declarado patrimonio de la Humanidad. Añadió "Hay cosas que es necesario tener en claro, ingresar en la lista de patrimonio inmaterial no otorga un certificado de propiedad, origen o exclusividad sobre ningún tipo de práctica cultural" "A juicio personal, estamos a tiempo para abrir un acercamiento entre Oruro y Puno para que entre ambos esclarezcan este asunto".
El 19 de noviembre de 2014, La Unesco acepta la objeción boliviana a la postulación peruana de la festividad de la Virgen de la Candelaria, sin embargo, el argumento de Bolivia en la Unesco se formulará solo en 3 minutos.
El 26 de noviembre de 2014, Los representantes de Perú y Bolivia en una declaración conjunta entre la Fiesta de la Virgen de la Candelaria de Puno y el Pujllay y Ayarichi, música y bailes de la cultura Yampara, hicieron las paces en París al reconocer en su declaración común que la inscripción de ambas fiestas populares no implica exclusividad de origen y que "las danzas, música y vestuarios del pueblo de Puno son acompañadas por las danzas, música y vestuarios del pueblo de Bolivia", "en la expresión del Pujllay y Ayarichi, propuesto por el Estado Plurinacional de Bolivia, la misma predisposición de ambos países ha permitido recordar que la inscripción en la Lista Representativa no implica exclusividad", "La ancestral e histórica cooperación que existe entre nuestros países y pueblos nos compromete a trabajar en la investigación, salvaguardia y promoción conjunta de nuestro patrimonio", las dos expresiones manifiestan, de manera palpable, las tradiciones culturales de las comunidades andinas del altiplano boliviano y peruano, y es el carácter cooperativo de ambas tradiciones el que confiere una enorme singularidad y realce a dichas tradiciones, proclama el documento.
Los representantes de Perú y Bolivia firmaron una declaración conjunta que fue leída por la secretaria para la Salvaguarda del Patrimonio Inmaterial de la UNESCO; Cécile Duvelle, en el que se aclara que: "En el marco de la integración y respeto a que nos convoca la Unesco", ambos países "han permitido llegar a un consenso en beneficio de la convención para la Salvaguardia del Patrimonio Cultural Inmaterial, el fortalecimiento de la Lista Representativa y la ancestral fraternidad de nuestros pueblos:
1: En la Festividad de la Candelaria de Puno, se destaca que la ritualidad litúrgica y espiritual construyen el elemento central de dicha expresión. En el marco de la hermandad intercultural de los pueblos, las danzas, música y vestuario del pueblo de Puno son acompañados por las danzas, música y vestuarios del pueblo de Bolivia.
2: En la expresión del Pujllay y Ayarichi, música y danzas de la cultura Yampara, propuesto por el Estado Plurinacional de Bolivia, la misma predisposición de ambos países ha permitido recordar que la inscripción en la Lista Representativa no implica exclusividad.".
El 27 de noviembre, Finalmente, el organismo internacional UNESCO, resolvió inscribir en la Lista Representativa del Patrimonio Cultural Inmaterial de la Humanidad, ambas expresiones culturales resaltando que son patrimonio de las comunidades andinas de la región y no implica exclusividad para ninguna de las partes.
En Perú, las celebraciones se inician el 28 de noviembre culminando con un desfile multitudinario el 30 de noviembre en las calles de Puno.
En Bolivia, provocó el rechazo de las autoridades. La alcaldesa de Oruro "Rossio Pimentel" cree que se debilitó el título de la Obra maestra de Oruro, "el gobierno ha cuidado que no se ponga en riesgo el título para el Pujllay y otra fiesta, que ahora son patrimonio también, pero hemos descuidado y hemos debilitado nuestro título de obra maestra, por un acuerdo bilateral donde Bolivia y Perú ahora comparten algunas danzas, el presidente de Asamblea Legislativa de Oruro "Reinaldo Llanque" dijo que como orureños, “hemos perdido por la dejadez, por no haber actuado adecuadamente en su momento”, el Asambleísta del Gobierno Autónomo Departamental de Oruro "Eduardo Campos" dijo que, ahí esta, "el nefasto resultado de una negociación entre los gobiernos de Perú y Bolivia, que no satisface las expectativas del pueblo" y el Secretario de Culturas de la Gobernación en Oruro "Alfredo Lucanas", dijo “como autoridades y como ciudadanos, estamos dolidos y molestos por lo que ha ocurrido en Francia, con la declaratoria de Patrimonio de la Humanidad a la Festividad de la Candelaria, en Puno”. Finalmente, el presidente de Asociación de Conjuntos Folclóricos(ACFO) "Jacinto Quispaya" informó que esa institución pedirá explicaciones al Ministro de Culturas, Pablo Groux, por firmar una declaración conjunta con Perú, “Ese documento de declaración conjunta, es atentatorio. En el último párrafo indica que tuviéramos que compartir la salvaguardia ambos países". Asimismo, la Asamblea Legislativa de Oruro determinó declarar a Groux y al embajador ante la Unesco, Sergio Cáceres, personas no gratas.

## Danzas que participan en la Festividad Virgen de la Candelaria
La Festividad de la Virgen de la Candelaria de Puno, Perú, tiene la característica particular de presentar los barrios de la ciudad de Puno. Los más importantes son: barrio Porteño y Victoria con más de dos danzas, dichas agrupaciones participan desde la fundación de la Federación Regional de Folklore y Cultura de Puno en 1965.
Los barrios de la Zona Sur se caracterizan por la presencia mayoritaria de población Mestiza-Aimara.
- BARRIO SALCEDO: Morenada
- BARRIO SAN MARTIN: Morenada
- BARRIO SANTA ROSA: Morenada y Waca Waca
- BARRIO LAYKAKOTA: Morenada, Rey Moreno y Doctorcitos
- BARRIO MAGISTERIAL: Morenada
- BARRIO ORKAPATA: Morenada
- BARRIO RICARDO PALMA: Morenada

Los barrios de la Zona Norte se caracterizan por la presencia mayoritaria de población Mestiza-Quechua.
- BARRIO BELLAVISTA: Morenada y Diablada
- BARRIO HUASCAR: Caporales y Diablada
- BARRIO MACHALLATA: Tinkus
- BARRIO MIRAFLORES: Caporales
- BARRIO PAXA: Sikumoreno
- BARRIO JOSE ANTONIO ENCINAS: Sikumoreno

Los barrios de la Zona Monumental Central se caracterizan por la presencia mayoritaria de población Mestiza.
- BARRIO AZOGUINI: Morenada y Diablada
- BARRIO INDEPENDENCIA: Morenada y Rey Caporal
- BARRIO HUAJSAPATA: Morenada y Sikumoreno
- BARRIO MAÑAZO: Sikumoreno y Rey Moreno
- BARRIO CENTRAL: Morenada y Caporales
- BARRIO SAN ANTONIO: Rey Moreno y Diablada
- BARRIO PORTEÑO: Morenada, Diablada, Tinkus, Caporales, Waca Waca, Kullawada
- BARRIO VICTORIA: Morenada, Diablada, Caporales, Kullawada

## Bordadores y careteros
Los bordadores y careteros son los artesanos que se dedican durante todo el año a confeccionar la indumentaria para los morenos, chinas, cholitas, diablos, diablezas, gorilas, llameros, kullahuas, waca wacas, reyes caporales, reyes morenos y otros. En los meses más cercanos a la festividad, su trabajo se hace más arduo e intenso, ya que la labor que cumplen es una tarea muy delicada.
El costo del alquiler o venta de cada uno de estos trajes resulta elevado, motivo por el que los grupos hacen un gran esfuerzo para presentar el día del Concurso de Danzas Mestizas en el Estadio Enrique Torres Belón los mejores trajes, siendo muchas veces el atuendo que viste la comparsa el elemento que influye bastante para que ocupen los primeros lugares. Para ello, los bordadores innovan y hacen magníficas creaciones, pues de ello también dependerá el prestigio del maestro bordador.
Generalmente en estos talleres trabajan miembros de una misma familia, heredándose de generación en generación el talento en las manos para bordar los caprichosos dibujos de serpientes, dragones, enredaderas de flores, animales del ande, paisajes o tejidos peruanos y otros adornos que decoran las telas; para luego convertirlos en trajes fastuosos y elegantes. A esto se le suma la habilidad con la que colocan las diminutas piedras multicolores, lentejuelas de brillo, perlas, cascabeles, e hilos de oro y plata que distinguen a los integrantes de los conjuntos el día de la Octava de la Virgen de la Candelaria.
Su trabajo comenzó desde los inicios de la Festividad de la Virgen de la Candelaria, incrementando su demanada con el tiempo, permitiendo que en estos artesanos haya un mayor impulso en sus confecciones debido a la actual competencia y al incremento de danzarines que participan año a año en los conjuntos con Trajes de Luces.
Actualmente, existe la Asociación Cultural de Bordadores y Careteros Puno Capital del Folklore Peruano (ARBOR-PERÚ), que tiene por finalidad la defensa y protección de los derechos conexos de los artistas en bordados puneños (careteros, peleteros, confeccionistas de trajes autóctonos y demás expertos en la elaboración de trajes del folclor Puneño).